# トリシュリ水力発電所
トリシュリ水力発電所（Trishuli Hydropower Station）は、ネパールのヌワコット地区トリシュリバザールに位置するピーキング用の流水式水力発電所。

## 概要
この発電所の取水口はラスワ地区にある。この発電所は1976年に建設され、設備容量は21MW（3MW×7ユニット）である。1995年にはオーバーホールが行われ、24MW（3.5MW×6ユニット＋3MW×1ユニット）にアップグレードされた。このプロジェクトは、インド政府とネパール政府が共同で開発したものである。プロジェクトの費用は1億4,000万インドルピー。年間発電量は163GWh。政府系組織であるネパール電力庁がこの発電所を所有
設計流量は45.66m3/s、定格揚程は51.4mである。